# 岢岚站
岢岚站，位于中华人民共和国山西省忻州市岢岚县岚漪镇，是宁岢铁路上的火车站，建于1971年，由太原铁路局管辖。

## 車站周邊
- 五保高速公路

## 歷史
- 建于1971年。

## 外部連結
- 中国铁路客户服务中心 （页面存档备份，存于）